# Bilbao (metrostation)
Bilbao is een metrostation in het stadsdeel van de Spaanse hoofdstad Madrid. Het station werd geopend op 17 oktober 1919 en wordt bediend door de lijnen 1 en 4 van de metro van Madrid.